# Войнилово (Минская область)
Войнилово (бел. Вайнiлава) — деревня (агрогородок) в Червенском районе Минской области. Входит в состав Червенского сельсовета.

## Географическое положение
Находится примерно в 7 километрах северо-западнее райцентра, в 60 км к юго-востоку от Минска.

## История
Населённый пункт известен с XVIII века. На 1800 год застенок Войнилы в составе Игуменского уезда Минской губернии, здесь был 1 двор и 8 жителей. В 1858 году деревня, насчитывавшая 54 жителя и входившая в состав имения Натальевск, принадлежавшего помещику И. Булгаку. На 1870 год входила в состав Дыйской сельской громады, относилась к Игуменскому православному приходу. Согласно Переписи населения Российской империи 1897 года, входила в состав Гребёнской волости, здесь был 21 двор, проживали 117 человек. В начале XX века здесь было 30 дворов, проживали 130 человек, действовала церковно-приходская школа. На 1917 год в деревне было 32 двора и 192 жителя. В ноябре 1917 года на этой территории установилась советская власть. В скорости после этого в деревне была открыта рабочая школа 1-й ступени. С февраля по декабрь 1918 года деревня была оккупирована немцами, с августа 1919 по июль 1920 — поляками. 20 августа 1924 года образован Войниловский сельсовет в составе Червенского района Минской области с центром в деревне Войнилово. Согласно переписи населения СССР 1926 года в деревне насчитывалось 32 двора, проживали 203 человека, в местной школе насчитывалось 65 учеников (45 мальчиков и 20 девочек), при ней была небольшая библиотека. В 1930 году в деревне был организован колхоз «Победа», на 1932 год в его состав входили 10 дворов, при нём работала кузница. Во время Великой Отечественной войны деревня была оккупирована немецко-фашистскими захватчиками в начале июля 1941 года, 23 её жителя погибли на фронтах. Освобождена 2 июля 1944 года. На 1960 год здесь проживали 197 человек. В 1984 году в память о не вернувшихся с фронта жителях деревни в центре Войнилова был установлен памятник в виде скульптуры женщины. В 1997 году в деревне было 96 домохозяйств и 267 жителей, деревня являлась центром сельсовета и колхоза, здесь функционировали животноводческая ферма, ветеринарный участок, базовая школа, библиотека, фельдшерско-акушерский пункт, Дом культуры, отделение связи, сберкасса, комплексный приёмный пункт обслуживания населения, магазин. На 2003 год из социальной инфраструктуры сохранились Дом культуры, магазин, отделение связи и библиотека. 30 октября 2009 года центр сельсовета был перенесён в город Червень. В 2012 году деревня преобразована в агрогородок. На 2013 год здесь было 204 двора, проживали 276 человек.

## Население
- 1800 — 1 двор, 8 жителей
- 1858 — 54 жителя
- 1897 — 21 двор, 117 жителей
- начало XX века — 30 дворов, 130 жителей
- 1917 — 32 двора, 192 жителя
- 1926 — 32 двора, 203 жителя
- 1960 — 197 жителей
- 1997 — 96 дворов, 267 жителей
- 2013 — 104 двора, 276 жителей